# Историкът
„Историкът“ (на английски: The Historian) е дебютният роман на американската писателка Елизабет Костова. Публикуван е през юни 2005 г. Остава в списъка с бестселърите на вестник „Ню Йорк Таймс“ до есента. Преведен е на 28 езика.

## Сюжет
Написан в първо лице, единствено число, романът представлява издирването на гроба на Влад Цепеш, легендите за когото вдъхновяват Брам Стокър да напише „Дракула“. Разказвачът е жена историк, чийто баща Пол започва да търси гроба на Влад Цепеш, подтикнат от поредица странни и страшни събития. През 2008 г. тя описва своето пътуване в Европа през 70-те години на XX век, приключенията на баща си през 50-те години, в разгара на Студената война, когато той издирвал своя наставник професор Бартоломю Роси, минавайки през Истанбул, Будапеща, България, както и премеждията на самия проф. Роси през 30-те години.
Голяма част от действието се развива чрез писма, части от академична литература и най-вече чрез разказаните от Пол истории, които дъщеря му си припомня. Героите пътешестват из цяла Европа, включително и в България.

## Значимост
Романът се отличава с необичайно агресивен маркетинг от страна на издателите Little Brown & Co, собственост на Time Warner Архив на оригинала от 2007-09-21 в Wayback Machine.. Костова получава аванс от два милиона долара, също необикновено голяма сума за първа творба. Заради шума, вдигнат около книгата, някои критици саркастично я наричат „Шифърът на Дракула“ (The Dracula Code). Прилики с известния роман „Шифърът на Леонардо“ на Дан Браун се откриват и в сюжета. Костова обаче започва „Историкът“ през 1995 година, дълго преди Браун да се захване със своя роман. Самата тя коментира, че за разлика от „Шифърът“ романът ѝ е висока литература, независимо от това, че постига висок маркетингов успех.

## Награди
- Стипендия Hopwood Архив на оригинала от 2007-12-18 в Wayback Machine. на Мичиганския университет, която се присъжда на творби в процес на разработка
- Дебют на годината за 2005 г. на литературни награди The Quills
- „Книга на годината“ за 2006 г. в категория „Проза за възрастни“ на Book Sense.
- Включена е в „Десетте най-добри книги на годината“ на USA Today